# Curtis Borchardt
Curtis Alan Borchardt (ur. 13 września 1980 w Buffalo) – amerykański koszykarz występujący na pozycji silnego środkowego.
Jako senior (1999) notował w barwach drużyny liceum Eastlake średnio 28,2 punktu, 14,8 zbiórek i 5,4 bloku na mecz. Został wtedy wybrany najlepszym koszykarzem szkół średnich stanu Waszyngton (Washington Mr. Basketball, Gatorade State Player of the Year).
W 2002 i 2004 reprezentował Utah Jazz, podczas rozgrywek letniej ligi NBA.
Jego ojciec, Jon Borchardt występował w NFL przez sześć sezonów (Buffalo Bills – 1979–1984, Seattle Seahawks – 1986–1987) na pozycji ofensywnego linemana.
Jego żona, Susan King Borchardt grała także w koszykówkę na Uniwersytecie Stanforda. Po opuszczeniu uczelni reprezentowała następnie zespół Minnesota Lynx w WNBA.

## Osiągnięcia
Na podstawie, o ile nie zaznaczono inaczej.
NCAA
- Uczestnik rozgrywek:
  - Elite 8 turnieju NCAA (2001)
  - turnieju NCAA (2000–2002)
- Mistrz sezonu regularnego konferencji Pac-10 (2000, 2001)
- MVP zespołu (2002 – Stanford's Hank Luisetti Team Most Valuable Player)
- Obrońca roku zespołu (2002)
- Zaliczony do:
  - I składu Pac-10 (2002)
  - składu honorable mention All-American (2002 przez Associated Press)
- Lider Pac-10 w:
  - liczbie (332) i średniej (11,4) zbiórek (2002)
  - liczbie (83) i średniej (2,9) bloków (2002)
  - skuteczności rzutów z gry (57,6% – 2002)

Drużynowe
- Zdobywca:
  - Pucharu Liderów Francji (2010)
  - superpucharu Francji (2009)
- Finalista superpucharu Hiszpanii (2005)

Indywidualne
- Zaliczony do I składu letniej ligi NBA (2004)
- MVP:
  - miesiąca ACB (kwiecień, listopad, grudzień – 2006, styczeń – 2007, grudzień – 2008)
  - kolejki ACB (19, 29, 26, 31 – 2005/2006, 5, 7, 10, 11, 15, 16, 19, 31 – 2006/2007, 11 – 2007/2008, 13, 14, 18, 31 – 2008/2009, 27 – 2011/2012)
- Lider ACB w:
  - zbiórkach (2006, 2007, 2009)
  - blokach (2006)